# 张星烺

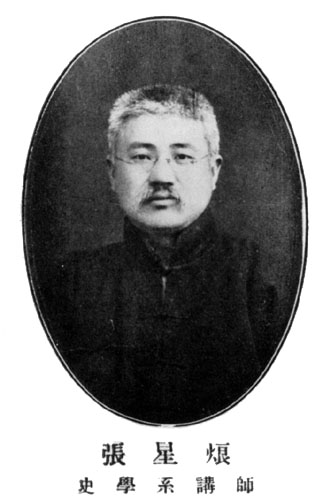

张星烺（1888年—1951年7月13日），字亮尘，江苏泗阳人，历史学家，对中西交通史有深入研究，著有《中西交通史料汇编》。他是著名地理学家张相文之子、经学家王舟瑶之婿。

## 生平
张星烺早年曾就读于南洋公学、北洋大学堂。1906年作为公费生赴美国留学，1909年毕业于哈佛大学化学系。后又前往德国，在柏林大学学习生理化学，是中国最早的生理化学留学生。辛亥革命后回国，任职于汉阳兵工厂、南京省公署，并曾任教于北京大学。1917年被聘为北京大学附设国史编纂处国史编纂员。1919年国史编纂处被国务院收回后，他前往浙江黄岩岳父家休养。后又担任过长沙工业学校化学系主任、青岛四方机车厂化验室主任等职。1926年被聘为厦门大学国史研究所所长。次年前往北平，出任辅仁大学历史系教授、系主任，讲授《中西交通史》等课程。此后他还曾在北京大学、清华大学、燕京大学等校兼课。1951年在北京逝世。

## 家庭
- 子：张至善，北京师范大学无线电电子学系教授。